# Malique Francis
Malique Francis (* 20. Januar 2008) ist ein antiguanischer Leichtathlet, der sich auf den Speerwurf spezialisiert hat.

## Sportliche Laufbahn
Erste Erfahrungen bei internationalen Wettkämpfen sammelte Malique Francis im Jahr 2023, als er bei den U18-NACAC-Meisterschaften in San José mit einer Weite von 56,18 m die Goldmedaille gewann. Im Jahr darauf siegte er mit 68,84 m bei den CARIFTA Games in St. George’s in der U17-Altersklasse und stellte damit einen neuen Spielerekord auf. Bei den CARIFTA Games 2025 in Port of Spain belegte er mit 56,38 m den fünften Platz in der U20-Altersklasse.
2024 wurde Francis antiguanischer Meister im Speerwurf.